# Anepsiozomus sobrinus
Espèce
Statut de conservation UICN

 EN B1ab(iii)+2ab(iii) : En danger
Anepsiozomus sobrinus est une espèce de schizomides de la famille des Hubbardiidae.

## Distribution
Cette espèce est endémique des Seychelles. Elle se rencontre sur l'île Aride et Cousine.

## Publication originale
- Harvey, 2001 : The Schizomida (Arachnida) of the Seychelle Islands. Invertebrate Taxonomy, vol. 15, no 5, p. 681-693.